# Буленджер, Джордж Альберт
Джордж Альберт Буленджер (англ. George Albert Boulenger), или Буланже (фр. George Albert Boulenger; 19 октября 1858, Брюссель — 23 ноября 1937, Сен-Мало) — бельгийско-британский зоолог и ихтиолог, а также родолог (специалист по розам).
Член Лондонского королевского общества (1894), корреспондент Парижской академии наук (1916).

## Биография
В 1876 году он закончил Свободный университет в Брюсселе и работал в течение некоторого времени научным ассистентом в Музее естествознания в Брюсселе. В это время он занимался изучением амфибий, рептилий и рыб. Кроме того, он налаживал тесные контакты с Национальным музеем естественной истории в Париже и Британским музеем в Лондоне.
В 1880 году Альберт Гюнтер попросил его поработать в Музее естествознания в Лондоне и каталогизировать там коллекцию амфибий. Заступив в должность, Буленджер стал британским гражданином. В 1882 году он стал научным сотрудником зоологического отделения музея, оставаясь на этом посту до своей отставки в 1920 году.
После своего ухода на пенсию Буленджер интересовался розами и опубликовал 34 письма на ботанические темы и двухтомное произведение о розах Европы.
Буленджер играл на скрипке, говорил на немецком, французском и английском языках и мог читать тексты на испанском, итальянском и русском языках. Кроме того, как зоолог он знал латынь и греческий язык.
Биографы отмечают, что Буленджер отличался необыкновенной методичностью в работе; кроме того, ему приписывают исключительную память.
До 1921 года Буленджер написал 877 рукописей, более 5000 страниц, а также 19 монографий о рыбах, амфибиях и рептилиях. Он дал научное описание 1096 видам рыб, 556 видам амфибий и 872 видам рептилий.

## Почести
В 1935 году он стал первым почётным членом Американского общества ихтиологов и герпетологов (American Society of Ichthyologists and Herpetologists). В 1937 году он получил Орден Леопольда I, наивысшую награду для гражданских лиц в Бельгии.
Различные роды животных носят имя Буленджера, в их числе род змей Boulengerina, к которому принадлежит водяная кобра Кристи (Boulengerina christyi), и род земноводных Boulengerula из отряда безногих земноводных с видом голубоватая червяга (Boulengerula boulengeri).

## Публикации (выборочно)
- 1894 Catalogue of the Snakes in the British Museum (Natural History) . Volume II. British Museum of Natural History London
- 1895 Catalogue of the Perciform Fishes in the British Museum. Centrachidae, Percidae and Serranideae. British Museum of Natural History London
- 1896 Catalogue of the Snakes in the British Museum (Natural History). Volume III. British Museum of Natural History London
- 1897 The Tailless Batrachians of Europe . Parts I & II. The Ray Society London
- 1903 Batraciens de la Guinee Espagnoles. Madrid
- 1905 A contribution to our knowledge of the varieties of the wall-lizard (Lacerta muralis) in Western Europe and North Africa. Transactions of the Zoological Society of London London
- 1910 Les batraciens et principalement ceux d’Europe. Octave Doin et Fils Paris
- 1912 A vertebrate fauna of the Malay Peninsula from the Isthmus of Kra to Singapore, including the adjacent islands. Reptilia and Batrachia. Taylor and Francis, London
- 1913 Snakes of Europe. Methuen London
- 1913 Second contribution to our knowledge of the varieties of the wall-lizard (Lacerta muralis) . Transactions of the Zoological Society of London. London 135—230 IIXX
- 1916 On the lizards allied to Lacerta muralis, with an account of Lacerta agilis and L. parva. Transactions of the Zoological Society of London. London 104 VIII
- 1917 A revision of the lizards of the genus Tachydromus. Memoirs of the Asiatic Society of Bengal 207—234 II
- 1917 A revision of the lizards of the genus Nucras Gray. Annals of the South African Museum 195—216 II
- 1891 Catalogue of the Reptiles and Batrachians of Barbary (Morocco, Algeria, Tunisia) : based chiefly upon the notes and collections made in 1880—1884 by M. Fernand Lataste. Transactions of the Zoological Society of London. London
- 1920 Monograph of the Lacertidae, volume 1. British Museum of Natural History London
- 1921 Monograph of the Lacertidae, volume 2 British Museum of Natural History London
- 1921 Liste des publications Ichthyologiques et Herpétologiques (1877—1920). Annales de la Societé royale Zoologique de Belgique. 11-88
- 1921 Monograph of the Lacertidae, volume 1 Johnson Reprint (1966) New York / London
- 1921 Monograph of the Lacertidae, volume 2 Johnson Reprint (1966) New York / London